# Eupithecia abruzzensis
Eupithecia abruzzensis là một loài bướm đêm trong họ Geometridae.